# 普勧坐禅儀
『普勧坐禅儀』（ふかんざぜんぎ）とは、日本曹洞宗の開祖である道元が、1227年（嘉禄3年/安貞元年）に中国から帰国後初めて著した宗教書。全1巻。大正蔵続諸宗部No2580。
文字通り、万人に坐禅の実践を勧める内容となっている。

## 構成
- 序文
- 正宗分
- 流通分